# 顶毛鼠毛菊
顶毛鼠毛菊（学名：Epilasia acrolasia）是菊科鼠毛菊属的植物。分布于伊朗、阿富汗、哈萨克斯坦、乌兹别克斯坦以及中国大陆的新疆等地，多生在沙丘背风坡、粘土及石质地，目前尚未由人工引种栽培。